# 佐達ももこ
佐達 ももこ（さだち ももこ、1994年2月7日 - ）は、東京都出身の元子役。エイジアプロモーションに所属。

## 略歴
2003年に芸能界デビュー。
最初は子役として活動していたが、女優やモデルとして芸能生活を行い、テレビ出演よりも舞台に多く出演を重ねていた。
2022年8月10日、元男性タレントのマイケル・ウィリアム・メンツァーとの結婚を発表した。

## 出演

### テレビドラマ
- ママはバレリーナ（2006年、TBS） - 真中由衣役

### CM
- 中央酪農会議「牛乳に相談だ」（2008年）

### 映画
- あしたの私のつくり方（2007年） - クラスメイト役

### 舞台
- ドラゴンファンタジー - ピーター 役
- ドラゴンファンタジーII - ミル 役
- ココスマイルファミリーコンサート
- ファミリーミュージカル「ココスマイル3～虹色のメロディー～」
- ファミリーミュージカル「ココスマイル4～金星のステージ～」
- NTT DoCoMo生命のコンサート「赤毛のアン」 - ダイアナ 役
- ミュージカル「美少女戦士セーラームーン-Un Nouveau Voyage-」（2015年9月、AiiA 2.5 Theater Tokyo / 10月、サンケイホール） - ウィッチーズ5・テルル 役[1]
- 東京ワンピースタワー「ONE PIECE LIVE ATTRACTION 2nd」 - （2016年）ナミ 役
- ハイパープロジェクション演劇「ハイキュー!!」[2]
  - 「ハイキュー!!」“進化の夏”（2017年9月8日 - 10月29日、TOKYO DOME CITY HALL 他） - 烏野高校OG・田中冴子 役[3][4]
  - 「ハイキュー!!」“はじまりの巨人”（2018年4月28日 - 6月8日、日本青年館ホール 他） - 烏野高校OG・田中冴子 、条善寺高校マネージャー・三咲華 役[5][6]
  - 「ハイキュー!!」“最強の場所（チーム）”（2018年10月20日 - 12月16日、TOKYO DOME CITY HALL 他） - 烏野高校OG・田中冴子 役[7][8]

### YouTube
- 東海オンエア『【気分は歌手】最高の環境VS最悪の環境で作詞バトルしたら差は出るの！？』